# Oecetis laminata
Oecetis laminata is een schietmot uit de familie Leptoceridae. De soort komt voor in het Oriëntaals gebied.